# Karim M'Ghoghi
Karim M'Ghoghi est un joueur de football belgo-marocain né le 17 avril 1971 à La Louvière en Belgique. Il possède la double nationalité belgo-marocaine. Il a évolué au poste de défenseur latéral au Racing Club de Strasbourg et à Ekeren ainsi qu'en équipe nationale du Maroc.

## Sélection en équipe nationale
| Caps | Date       | Match          | Lieu       | Score | Compétition |
| 1    | 14/01/1998 | Maroc - Angola | Casablanca | 2 - 1 | Amical      |
| ---- | ---------- | -------------- | ---------- | ----- | ----------- |